# Martin Wasinski
Martin Jean Wasinski (* 7. April 2004 in Lüttich) ist ein belgischer Fußballspieler. Der Mittelfeldspieler steht beim FC Schalke 04 unter Vertrag.

## Vereine
Nachdem er auf U15-Ebene zu Sporting Charleroi gewechselt war, durchlief er die Jugendabteilungen des Vereins und gab sein Profidebüt am 22. August 2021 im Alter von 17 Jahren beim 2:2-Unentschieden in der belgischen Division 1A gegen Zulte Waregem. In verschiedenen Positionen in der Abwehr und im Mittelfeld eingesetzt und gezwungen, seine Zeit zwischen Fußball und Schule aufzuteilen, absolvierte Wasinski in der Saison 2021/22 15 Ligaeinsätze. Im August 2022 verlängerte Wasinski seinen Vertrag mit Charleroi bis zum Sommer 2025. Nach sieben weiteren Einsätzen im Laufe der Hinrunde der anschließenden Saison 2022/23 verlieh ihn der Verein im Januar 2023 zunächst für den Rest der Spielzeit an den Erstliga-Konkurrenten KV Kortrijk. Im Sommer 2023 wurde die Leihe um ein weiteres Jahr verlängert.
Im Sommer 2024 verpflichtete der deutsche Zweitligist FC Schalke 04 Wasinski. Im Laufe der Hinrunde der Saison 2024/25 bestritt er dort zunächst ein Zweitligaspiel sowie zwei weitere im DFB-Pokal mit der Profimannschaft und erhielt danach nur noch in der U23 der Schalker in der Regionalliga West Spielpraxis. Im Januar 2025 wurde er für die Rückrunde an die zweite Mannschaft des KRC Genk verliehen, die in der zweiten belgischen Liga antrat.

## Nationalmannschaft
Wasinski, der polnische Vorfahren hat, ist in Belgien geboren. Im November 2019 wurde er für die U17-Weltmeisterschaft in Paraguay in die belgische U17-Nationalmannschaft berufen. Er hat außerdem noch für die belgischen U18-, U19- und U20-Nationalmannschaften gespielt.